# León (grad)
León (Llión, na leonskom jeziku) je glavni grad i upravno središte istoimene pokrajine León u regiji Castilla y León u sjeverozapadnoj Španjolskoj, s 136,985 stanovnika (2006.). Smješten je na sutoku rijeka Bernesga i Torio, na sjeverozapadu platoa Meseta Central.
León je trgovačko središte bogate poljoprivredne okolice s razvijenom proizvodnjom mesa, mlijeka i mliječnih prerađevina, te kože.

## Povijest
León je osnovan kao rimska vojna postaja VI. legije Victrix, nazvana Legio. Tijekom 6. i 7. stoljeća u posjedu je Gota. U 8. stoljeću zauzeli su ga Mauri, do 850. godine. 
León je postao gavni grad španjolskog kraljevstva Asturia y León u 10. stoljeću, te doživljava vrhunac za vladavine kralja Ferdinanda I. od Castille kada se prostirala sve do rijeke Rhone. God. 1188., Alfonso VIII. od Leóna je ujedinio grad s druge dvije državice i osnovao u gradu prvi europski parlament koji je imao zadaću da donosi zakone koji će štiti svoje građane. God. 1230. postaje dijelom Kraljevine Kastilje, osim kratkog razdoblja od 1296. do 1301. kada je Kraljevina León ponovno bila samostalna. Gospodarski razvoj grada opada nakon 16. stoljeća. 
Ponovni gospodarski procvat doživljava razvojem rudarstva u 19. stoljeću i pojavom industrije.
Tijekom Španjolskog građanskog rata, León je stao na stranu pobunjenika.

## Znamenitosti
U Leónu se nalaze brojne vrijedne građevine i spomenici:
- Rimska utvrda
- Crkva sv. Izidora (San Isidoro) iz 11. stoljeća s kraljevskim panteonom (Panteón Real) kraljeva Kastilije.
- Gotička katedrala Santa Maria de Regla iz 13. stoljeća s vrijednim vitrajima.
- Renesansna crkva s vibrirajućom fasadom u sklopu samostana sv. Marka (San Marco) .
- Gradska vijećnica.
- Palača Guzmán (Palacio de los Guzmanes)iz 16. stoljeća u kojoj se nalazio parlament (diputación) ima veličanstvene ukrase u pleterskom stilu (Gil de Hontañón).
- Sveučilište Universidad de León iz 1979. godine.
- Casa de Botines, neogotička građevina slavnog arhitekta Gaudija.
- León je također španjolska prijestolnica avant-garde sa svojim muzejom suvremene umjetnosti MUSAC (Museo de Arte Contemporáneo de Castilla y León) s fasadom od tisuća šarenih vitraja, djelo arhitektonskog studija Mansilla+Tuñón, i otvorenog 2005. godine. Građevina je 2007. godine osvojila Nagradu Europske unije za suvremenu arhitekturu.

U gradu se nalaze i León Auditorium, još jedno djelo Mansilla+Tuñóna, s fasadom od čistih bijelih kocaka otvorenih nepravilnim nizom prozora, te četvrt za provod, Barrio Humedo i trg Grano (Plaza del Grano).

## Prijateljski gradovi
- Bragança, Portugal[2]
- Porto, Portugal[3]
- León (Meksiko), Meksiko[4]
- Voronjež, Rusija[4]
- Dublin, Irska[4]